# Rosellinia tunicata
Rosellinia tunicata är en svampart som beskrevs av Kirschst. 1911. Rosellinia tunicata ingår i släktet Rosellinia och familjen kolkärnsvampar.   Inga underarter finns listade i Catalogue of Life.